# Ana de Hoces Vega
Ana de Hoces Vega, född okänt år, död efter 1624, var en spansk adelskvinna.
Hon var dotter till dotter till Bartolomé de Hoces och Francina de Melgarejo. Hon gifte sig med Alonso del Castillo y Guzmán, som var Spaniens guvernör i Costa Rica 1619-1624. 
Hon ska ha haft stort inflytande på sin make och är traditionellt känd för sin påstådda grymhet, något även hennes make var. År 1619 hade indianerna i Aoyaque gjort ett misslyckat uppror, och cirka fyrahundra män och kvinnor i alla åldrar togs till fånga. Guvernörsparet omtalades både för sin stora grymhet mot dessa fångar som satt fängslade under så dåliga förhållanden att många av dem avled. Flera av dem halshöggs, deras huvud sattes upp på pålar.  
De återstående frigavs. Som guvernörsfru fick hon ansvaret att ta hand om deras änkors och barns välfärd, vilket hon ska ha gjort så dåligt att de flesta av dem dog i fattigdom. 